# Женская сборная США по хоккею с мячом
Женская сборная США по хоккею с мячом — представляет США на международных соревнованиях по хоккею с мячом среди женщин.
Принимала участие во всех чемпионатах мира среди женщин, но выше 5-го места не поднималась. Однако в 2023 году впервые стала бронзовым призёром, а в 2025 году повторила свой успех.

## Статистика выступлений на чемпионатах мира
| Год  | Место (участников) |
| ---- | ------------------ |
| 2004 | 5-е место (5)      |
| 2006 | 5-е место (6)      |
| 2007 | 6-е место (7)      |
| 2008 | 6-е место (7)      |
| 2010 | 6-е место (6)      |
| 2012 | 5-е место (6)      |
| 2014 | 6-е место (6)      |
| 2016 | 5-е место (7)      |
| 2018 | 5-е место (8)      |
| 2020 | 5-е место (8)      |
| 2022 | 4-е место (8)      |
| 2023 | место (6)          |
| 2025 | место (8)          |

## Прочие достижения
- Бронзовый призёр Кубка мира (1992)